# Список серий мультсериала Adventures of Sonic the Hedgehog
Adventures of Sonic the Hedgehog (рус. Приключения ежа Соника, также известен как AoStH) — американский мультсериал, созданный студией DiC Entertainment в сотрудничестве с компанией Sega, транслировавшийся в 1993 году на канале ABC. Его сюжет основан на серии игр Sonic the Hedgehog и повествует о похождениях ёжика Соника и его приятеля лисёнка Тейлза, а также их попытках остановить злого доктора Айво Роботника и его роботов.
Adventures of Sonic the Hedgehog состоит из 1 сезона из 65 серий, не считая пилотного выпуска и выпущенного через три года после закрытия сериала специального эпизода «Sonic Christmas Blast». Порядок производства серий и порядок, в котором они были показаны по телевидению различаются. В этом списке серии перечислены в порядке выхода в эфир.

## Серии
| Номер серии | Название                                   | Сценарист                                | Дата оригинального показа                             | Код серии |
| --- | ------------------------------------------ | ---------------------------------------- | ----------------------------------------------------- | --------- |
| 00 | «Пилотная серия»                           | Неизвестен                               | Не был показан (выложен в Интернет 4 марта 2009 года) | 0         |
| Пилотный выпуск, никогда не транслировавшийся по телевидению. 4 марта 2009 года эпизод был выложен в Интернет Милтоном Найтом — одним из аниматоров серии. Пилотный выпуск отличался от непосредственно мультсериала несколько другим составом озвучивания: так, Роботника вместо Джона Болдри озвучил Джим Каммингс; также в этой серии присутствовал рассказчик, озвученный Гэри Оуэнсом. В серии нет музыки и звуковых эффектов, кроме крика Тейлза. В эпизоде «Untouchable Sonic» Граундер и Скретч смотрят по телевизору этот выпуск, а сцена, где Роботник стоит перед аудиторией роботов была использована в игре Dr. Robotnik's Mean Bean Machine. Sonic Says: как правильно переходить улицу. |                                            |                                          |                                                       |           |
| 01 | «Best Hedgehog»                            | Марта Моран                              | 6 сентября 1993 года                                  | 13        |
| Соник и Тейлз узнают печальную историю Лукаса и Люсинды. Они когда-то любили друг друга, но их жизни были разрушены доктором Роботником. Он хотел пожениться на Люсинде, но она ему отказала. Лукас провёл 30 лет в тюрьме из-за того, чтобы устроить месть Роботнику. Теперь, с помощью Соника и Тейлза, Лукас имеет еще один шанс, чтобы быть вместе с Люсиндой. Тем не менее, это не будет легко для них, чтобы найти её и не быть незамеченным Роботником. Sonic Says: чтение. |                                            |                                          |                                                       |           |
| 02 | «Tails’ New Home»                          | Брюс Шелли и Рид Шелли                   | 7 сентября 1993 года                                  | 16        |
| После того, как Соник освободил Тейлза от Скретча и Граундера, ёж делает всё, чтобы похожего не повторилось. Пара аистов хотят усыновить Тейлза, но Соник отказывает им, и продолжает дальнейшие поиски родителей. Но когда они встречают пару лис, утверждающие, что для Тейлза они настоящие родители. Пара является замаскированными роботами Роботника. Узнав это, Соник спасает Тейлза и извиняется перед ним. Тем не менее, Тейлз говорит, что Соник является ему семьёй все это время. Sonic Says: рассказ о побеге из дома. |                                            |                                          |                                                       |           |
| 03 | «Birth of a Salesman»                      | Стивен Дж. Фишер, Брюс Шелли и Рид Шелли | 8 сентября 1993 года                                  | 12        |
| Чтобы справиться с Соником, доктор Роботник принимает нового поставщика оружия по имени Уэс Уизли. Он рад предоставить Роботнику мощное вооружение, но только пока тот будет платить деньги. С новым оружием, Скретч и Граундер отправляются к Сонику и Тейлзу, но в конце концов они уничтожают его. Уэс убеждает Роботника, что сделает новое оружие, но каждое новое изобретение, которое стоит огромных денег, всё время уничтожается. Однако доктор пытается смириться с этим. Название серии является отсылкой к пьесе Артура Миллера «Смерть коммивояжёра» (англ. Death of a Salesman). Sonic Says: рассказ о недобросовестной рекламе.                                                         |                                            |                                          |                                                       |           |
| 04 | «Submerged Sonic»                          | Боб Форвард                              | 9 сентября 1993 года                                  | 26        |
| Роботник хочет получить силу драгоценных камней из города Субмербия в зоне «Лабиринт» (англ. Labyrinth Zone). Sonic Says: рассказ о мелководье. |                                            |                                          |                                                       |           |
| 05 | «Pseudo Sonic»                             | Клифф Макгилливрэй                       | 10 сентября 1993 года                                 | 22        |
| Роботник создаёт металлического двойника Соника, чтобы разрушить репутацию ежа. В выпуске № 9 комиксов Sonic the Hedgehog присутствовала история очень похожая на сюжет данного эпизода. Sonic Says: рассказ о ядовитом плюще. |                                            |                                          |                                                       |           |
| 06 | «Over the Hill Hero»                       | Френсис Мосс                             | 13 сентября 1993 года                                 | 17        |
| Соник спасает старого героя по имени Капитан Рескью. Капитан вызывается помочь друзьям в их приключениях, но в итоге только всё портит. С другой стороны, доктор Роботник пользуясь некомпетентностью Рескью манипулирует им, создавая проблемы Сонику. Sonic Says: о старости. Единственный в мультсериале сегмент «Sonic Sez», в котором Соник не появляется. |                                            |                                          |                                                       |           |
| 07 | «Robolympics»                              | Джеффри Скотт                            | 14 сентября 1993 года                                 | 46        |
| Астероид движется к черепашьему городу, и Роботник предлагает спасти его, но только если Соник согласиться быть участником в олимпиаде, где кроме него участвуют роботы. Sonic Says: Соник рассказывает о пользе быть активным. |                                            |                                          |                                                       |           |
| 08 | «Lovesick Sonic»                           | Брюс Шелли и Рид Шелли                   | 15 сентября 1993 года                                 | 3         |
| После того, как Соник спас ежиху по имению Бриззи, он влюбляется в неё, и сразу начинает смотреть на Тейлза с подозрением. Соник не знает, что Бриззи является роботом Роботника, который хочет захватить ежа и весь город. Но Роботник не рассчитывал на любовь Бриззи к Сонику. Sonic Says: рассказ про сексуальные домогательства. |                                            |                                          |                                                       |           |
| 09 | «Subterranean Sonic»                       | Роберт Аскин                             | 16 сентября 1993 года                                 | 2         |
| Чтобы Скретч и Граундер не попали в Мраморную зону (англ. Marble Zone), Соник и Тейлз пересекаются с кротом по имени Спеланк, который не любит посторонних. Sonic Says: о том, что надо делиться едой. |                                            |                                          |                                                       |           |
| 10 | «Grounder the Genius»                      | Даг Молитор                              | 17 сентября 1993 года                                 | 23        |
| Граундер случайно поставил в голову «фишку гения», которая сделала его настолько умным, что он легко ловит Соника и даже берёт на себя ответственность за операцию вместо Роботника. Sonic Says: рассказ об интеллекте. |                                            |                                          |                                                       |           |
| 11 | «High Stakes Sonic»                        | Роберт Аскин                             | 20 сентября 1993 года                                 | 5         |
| Соник и Тейлз попадают к Роботнику в Ночное Казино (англ. Casino Night), чтобы остановить его соратника по имени Смайли Шарк, который обманом захватил жителей Мобиуса. Sonic Says: Соник учит оглядываться около железной дороги. |                                            |                                          |                                                       |           |
| 12 | «Blank-Headed Eagle»                       | Деннис О’Флаэрти                         | 21 сентября 1993 года                                 | 18        |
| Из-за полученного удара по голове Скретч начинает считать себя героем ТВ Орлом Эдгаром. Sonic Says: Соник учит пользоваться ремнём безопасности. |                                            |                                          |                                                       |           |
| 13 | «Boogey-Mania»                             | Роуби Горен                              | 22 сентября 1993 года                                 | 27        |
| Роботник перепрограммирует машину, созданную фон Шлеммером. Машина способна превратить мечты в реальность и на Мобиус приходит Кошмарный монстр. Sonic Says: рассказ о сне. |                                            |                                          |                                                       |           |
| 14 | «Big Daddy»                                | Джесс Боргесон                           | 23 сентября 1993 года                                 | 10        |
| Коконатс объединяется с ребёнком гориллы, чтобы остановить Соника. Отец ребёнка, однако находится под контролем Роботника, и Соник должен спасти его. Sonic Says: Соник предупреждает зрителей, что с ними может случиться плохого, если не предупредить родителей. |                                            |                                          |                                                       |           |
| 15 | «The Robotnik Express»                     | Даг Бут                                  | 24 сентября 1993 года                                 | 14        |
| Во время попытки остановить поезд со взрывчаткой, который отправляется к заводу Роботника, Соник и Тейлз были пойманы Скретчем и Граундером. Услышав об этом, двое медведей-байкеров Da Bearz спешат к ним на помощь, однако когда они прибывают на место Соник и Тейлз уже успели сбежать. Роботы обманывают медведей говоря, что они Соник и Тейлз, и просят Da Bearz поймать «Скретча» и «Граундера». Sonic Says: рассказ о незнакомцах. |                                            |                                          |                                                       |           |
| 16 | «Momma Robotnik’s Birthday»                | Френсис Мосс                             | 27 сентября 1993 года                                 | 9         |
| У мамы Роботника день рождения, и в подарок она хочет получить Соника. Sonic Says: рассказ о деревьях. |                                            |                                          |                                                       |           |
| 17 | «Slowwww Going»                            | Джек Ханрахан и Элеанор Бюриан-Мор       | 28 сентября 1993 года                                 | 4         |
| После разрушения дома семейства ленивцев, Роботник возвращается в свою крепость на холме и представляет своё новое оружие, которое замедляет движение своей цели. Скретч и Граундер пытаются опробовать оружие на Сонике, что им и удаётся. Соник обращается к Тейлзу, чтобы помочь вернуть скорость. Sonic Says: рассказ о быстрых людях. |                                            |                                          |                                                       |           |
| 18 | «So Long Sucker»                           | Сидн Кларк и Стив Гранат                 | 29 сентября 1993 года                                 | 20        |
| Тейлз заводит себе питомца из другого измерения. Однако, чем больше зверь сердится, тем быстрее он растёт. Sonic Says: рассказ о питомцах. |                                            |                                          |                                                       |           |
| 19 | «Robotnik’s Rival»                         | Гордон Брэссак                           | 30 сентября 1993 года                                 | 36        |
| Роботник и его соперник ученый Брэндон Кварк пытаются сотрудничать в поимке Соника. Сначала сотрудничество проходит успешно, но из-за Скретча и Граундера, Сонику и Тейлзу удаётся освободиться из плена. Всё больше два доктора начинают ненавидеть друг друга, наряду с Скретчем, Граудлером и супер-интеллектуальным роботом Кварка Дуфусом, который выступает против своего хозяина. Sonic Says: мошенничество. |                                            |                                          |                                                       |           |
| 20 | «Trail of the Missing Tails»               | Боб Форвард                              | 1 октября 1993 года                                   | 7         |
| Безумный двоюродный брат Роботника по имени Варпник ловит Тейлза и заманивает Соника в его зону «Путаница» (англ. Warp of Confusion) в качестве приманки для Роботника. Sonic Says: Соник учит запоминать номер телефона. |                                            |                                          |                                                       |           |
| 21 | «Momma Robotnik Returns»                   | Френсис Мосс                             | 4 октября 1993 года                                   | 32        |
| Сбежав из психиатрической больницы мама Роботника решает отомстить Сонику. При помощи суда и угроз, она усыновляет ежа и заставляет его делать многочисленные обязанности по дому. Sonic Says: Соник учит соблюдать законы и обращаться в суд. |                                            |                                          |                                                       |           |
| 22 | «Too Tall Tails»                           | Роуби Горен                              | 5 октября 1993 года                                   | 15        |
| Тейлз и Соник останавливаются в местечке Виенервилль. Между тем, доктор Роботник похищает профессора фон Шлеммера и заставляет того создать машину роста. Её случайно опробовывают на Тейлзе, и это делает его огромным. В это же время, Роботник утверждает жителям деревни, что Соник и Тейлз являются злодеями, а сам доктор пытается уничтожить лиса. Соник должен найти противоядие для Тейлза, так как они оба попадают в ещё большие неприятности со стороны Роботника. Sonic Says: рассказ о здоровом питании. |                                            |                                          |                                                       |           |
| 23 | «Super Special Sonic Search & Smash Squad» | Брюс Шелли и Рид Шелли                   | 6 октября 1993 года                                   | 1         |
| Соник и Тейлз были захвачены роботами доктора Роботника: Граундером и Скретчем. В это время Соник вспоминает, как он впервые познакомился с Тейлзом. Соник и Тейлз в конце побеждают Граундера и Скретча. Sonic Says: вызов 9-1-1. |                                            |                                          |                                                       |           |
| 24 | «Magnificent Sonic»                        | Джеффри Скотт                            | 7 октября 1993 года                                   | 47        |
| Соник становится шерифом Тихого Ущелья, жители которого надеются на защиту от роботов доктора Роботника. Sonic Says: Соник учит технике безопасности перед использованием пистолета. |                                            |                                          |                                                       |           |
| 25 | «Zoobotnik»                                | Роуби Горен                              | 8 октября 1993 года                                   | 40        |
| Межгалактическая охотница за головами ловит Соника и влюбляется в Роботника. Доктор хотел поженится на ней, но Соник разрушает церемонию, пригласив на неё маму Роботника. Sonic Says: Соник рассказывает о живой природе. |                                            |                                          |                                                       |           |
| 26 | «Tails in Charge»                          | Марта Моран                              | 11 октября 1993 года                                  | 24        |
| Доктор Роботник создаёт изобретение под названием Супер Стоппер-Заппер, чтобы парализовать Соника, что ему и удаётся. Теперь Тейлз должен охранять своего друга, пока не найдётся способ вывести его из этого состояния. Sonic Says: Соник учит не открывать двери незнакомцам. |                                            |                                          |                                                       |           |
| 27 | «Musta Been a Beautiful Baby»              | Гордон Брэссак                           | 12 октября 1993 года                                  | 28        |
| Попытка Роботника превратить Соника в старика с помощью его новейшего устройства привела к провалу, превратив его и Тейлза в детей. Соник и Тейлз пытаются удерживать Роботника под контролем, в то время как Скретч и Граундер пытаются вернуть их в обычное состояние. Sonic Says: рассказ о сушильной машине. |                                            |                                          |                                                       |           |
| 28 | «Sonic the Matchmaker»                     | Роберт Эскин                             | 13 октября 1993 года                                  | 38        |
| С целью создания идеальной жены-робота, Роботник похищает Бриззи и Роботника-младшего, чтобы выяснить, почему они предали его. Sonic Says: Соник рассказывает о безопасности на детской площадке. |                                            |                                          |                                                       |           |
| 29 | «Attack on the Pinball Fortress»           | Боб Форвард                              | 14 октября 1993 года                                  | 41        |
| Серия является адаптацией игры Sonic the Hedgehog Spinball, которая вышла для Sega Mega Drive/Genesis. Соник, Уэс Уизли и сержант Доберман пытаются прорвать оборону новой крепости Роботника. Sonic Says: Соник рассказывает о том, что такое глупость. |                                            |                                          |                                                       |           |
| 30 | «The Last Resort»                          | Джесс Боргесон                           | 15 октября 1993 года                                  | 35        |
| Роботник объявляет о своем уходе из злодейства. Sonic Says: прогулка в одиночестве. |                                            |                                          |                                                       |           |
| 31 | «Coachnik»                                 | Даг Молитор                              | 18 октября 1993 года                                  | 43        |
| Роботник создаёт робота-тренера, который нужен для занятий Скретча и Граундера фитнесом. Sonic Says: разминка. |                                            |                                          |                                                       |           |
| 32 | «Sonic Gets Thrashed»                      | Сидн Кларк и Стив Гранат                 | 19 октября 1993 года                                  | 21        |
| Когда Роботник открывает курорт, жители Мобиуса снова становятся рабами доктора. Соник заручается поддержкой некоторых роботов из долины лома (англ. Scrap Valley). Sonic Says: рассказ о мусоре. |                                            |                                          |                                                       |           |
| 33 | «Close Encounter of the Sonic Kind»        | Дуглас Зип Пургасон                      | 20 октября 1993 года                                  | 8         |
| Соник и Тейлз помогают инопланетному принцу починить ракету, чтобы успеть на его коронацию. Sonic Says: рассказ о загаре. |                                            |                                          |                                                       |           |
| 34 | «Tails Prevails»                           | Боб Форвард                              | 21 октября 1993 года                                  | 39        |
| В день рождения Соника Тейлз строит ему подарок. Видя потенциал Тейлза, Соник предлагает фон Шлеммеру, сделать лисёнка своим ассистентом, но этим воспользуется Роботник для создания нового оружия. Sonic Says: рассказ о скуке. |                                            |                                          |                                                       |           |
| 35 | «Robotnik, Jr.»                            | Роберт Эскин                             | 22 октября 1993 года                                  | 29        |
| Роботник создает робота-сына, чтобы помог ему поймать Соника, но после встречи с ежом Роботник-младший переходит на его сторону. Sonic Says: социальное давление. |                                            |                                          |                                                       |           |
| 36 | «The Magic Hassle»                         | Дуглас Зип Пургасон                      | 25 октября 1993 года                                  | 37        |
| Коконатс приобретает волшебную палочку и магические устройства от Уэса Уизли. В это время Роботник пытается уничтожить монетный двор Мобиуса до того как он будет печатать банкноты с изображением Соника, путём создания новой валюты с собственным изображением. Sonic Says: рассказ о деньгах. |                                            |                                          |                                                       |           |
| 37 | «Blackbot the Pirate»                      | Джеффри Скотт                            | 26 октября 1993 года                                  | 48        |
| Роботник собирается путешествовать по времени, чтобы найти четыре Изумруда Хаоса, которые могут сделать его всемогущим. Его первой остановкой становятся времена Чёрной Бороды, где он заручается помощью у пиратов, чтобы найти Изумруд Невидимости (англ. Emerald of Invisibility). Тем не менее, с помощью местных учёных, Соник и Тейлз отправляются вслед за Роботником, чтобы помешать сбору Изумрудов. Сюжет этого эпизода напоминает игру Sonic Rush Adventure. Sonic Says: Соник учит осторожно пользоваться острыми предметами. |                                            |                                          |                                                       |           |
| 38 | «Hedgehog of the „Hound“ Table»            | Джеффри Скотт                            | 27 октября 1993 года                                  | 49        |
| Доктор Роботник отправляется во времена короля Артура и рыцарей Круглого стола, чтобы получить Изумруд Непобедимости (англ. Emerald of Invincibility). Роботник с желает с помощью местного мастера Мерлина получить Изумруд, но для его работы нужно быть королём. Прибывшие за Роботником Соник и Тейлз защищают замок от доктора, но Роботнику удаётся активировать Изумруд и стать непобедимым. В конце концов, Тейлз крадёт изумруд, когда Роботник отвлекается. Побеждённые доктор, Скретч и Граундер оказываются во времена Древнего Рима, где они подвергаются нападению льва в римском Колизее. Sonic Says: Соник учит об опасности плавать в одиночку.                                       |                                            |                                          |                                                       |           |
| 39 | «Robotnik’s Pyramid Scheme»                | Джеффри Скотт                            | 28 октября 1993 года                                  | 50        |
| Роботник отправляется в Древний Египет, чтобы получить Изумруд Бессмертия (англ. Emerald of Immortality) и не дать предкам Соника Масонику и Пенелопе встретится вместе. Соник и Тейлз благополучно предотвращают встречу предков от вмешательства Роботника, однако доктор успешно находит Изумруд в склепе своего предка Роботникхотепа. С помощью своих предков, Соник крадёт Изумруд обратно и отправляет Скретча и Граундера прямо в разгар воздушного боя времён Первой мировой войны. Sonic Says: безопасность на скейтборде. |                                            |                                          |                                                       |           |
| 40 | «Prehistoric Sonic»                        | Джеффри Скотт                            | 29 октября 1993 года                                  | 51        |
| Роботник отправляется в доисторические времена, для получения Изумруда Жизни (англ. Emerald of Life), но в очередной раз он встречается с Соником и Тейлзом. Однако, несмотря на их усилия, Роботник получает все четыре Изумруда и использует их, чтобы стать Верховным Роботником. Соник и Тейлз используют машину времени Роботника, чтобы вернуть Изумруды настоящим владельцам, и после этого уничтожают аппарат. Sonic Says: Соник рассказывает о безопасности при работе с электрическими приборами. |                                            |                                          |                                                       |           |
| 41 | «Untouchable Sonic»                        | Деннис О’Флаэрти                         | 1 ноября 1993 года                                    | 44        |
| Соник приходит на помощь городу, в котором находится преступный синдикат Роботника. Несколько сцен из пилотного выпуска появляются в этой серии. Кроме того, в эпизоде можно заметить двух бадников из первой игры серии. Sonic Says: рассказ о бандитизме. |                                            |                                          |                                                       |           |
| 42 | «Sonic Breakout»                           | Дуглас Зип Пургасон                      | 2 ноября 1993 года                                    | 6         |
| Роботник отправил в тюрьму карикатуриста по имени Скетч Лампун, который высмеял его в своих комиксах. Соник решается спасти его. Sonic Says: Соник рассказывает о граффити. |                                            |                                          |                                                       |           |
| 43 | «Sonically Ever After»                     | Гордон Брэссак                           | 3 ноября 1993 года                                    | 65        |
| Скретч и Граундер используют пушку, изобретённую Роботником, которая перемещает Соника, Тейлза и доктора в книгу сказок. Но когда некоторые из сказок оживают под контролем Роботника, Соник и Тейлз должны попытаться дать им счастливый конец, чтобы остановить доктора. Sonic Says: рассказ о библиотеке. |                                            |                                          |                                                       |           |
| 44 | «The Mystery of the Missing Hi-Tops»       | Кевин Мёрфи и Эд Феррара                 | 4 ноября 1993 года                                    | 19        |
| Во время ярмарки, обувь Соника пропадает без вести, что подталкивает его начать детективное расследование. Удивительно, но преступник не Роботник. Sonic Says: Соник рассказывает о краже. |                                            |                                          |                                                       |           |
| 45 | «Super Robotnik»                           | Роуби Горен                              | 5 ноября 1993 года                                    | 45        |
| В результате химического взрыва, вызванного Коконатсом, Роботник приобретает суперспособности. Доктор похищает лидеров Мобиуса и вызывает Соника на турнир гладиаторов. Sonic Says: рассказ о химикатах. |                                            |                                          |                                                       |           |
| 46 | «Mass Transit Trouble»                     | Кевин Мёрфи и Эд Феррара                 | 8 ноября 1993 года                                    | 42        |
| Роботник помещает растения-бомбы в трёх транспортных центрах Мобиуса: аэропорту, около маяка и железнодорожного вокзала. Доктор угрожает создать хаос, если Соник не сможет находиться около трёх важных объектов одновременно. Sonic Says: Соник рассказывает о безопасности на велосипеде. |                                            |                                          |                                                       |           |
| 47 | «Spaceman Sonic»                           | Брюс Шелли и Рид Шелли                   | 9 ноября 1993 года                                    | 33        |
| Соник и Тейлз собираются полететь в космос, чтобы не дать Роботнику запустить ракету к своей космической станции. Sonic Says: рассказ о простуде. |                                            |                                          |                                                       |           |
| 48 | «Mac-Hopper»                               | Даг Бут                                  | 10 ноября 1993 года                                   | 31        |
| Роботник пытается «промыть» мозги кенгуру Макхоппера, который ведёт себя как Крокодил Данди, чтобы тот выполнял приказы доктора, но из-за взрыва во время перепрограммирования, память кенгуру становится неуправляемой. Sonic Says: рассказ об отбойных течениях. |                                            |                                          |                                                       |           |
| 49 | «Baby-Sitter Jitters»                      | Джеффри Скотт                            | 11 ноября 1993 года                                   | 52        |
| Соник и Тейлз становятся нянями для детей бобров, которые доставляют не меньше неприятностей, чем Роботник, и похищаются также часто, как и Тейлз. Sonic Says: рассказ о нянях. |                                            |                                          |                                                       |           |
| 50 | «Full Tilt Tails»                          | Роберт Эскин                             | 12 ноября 1993 года                                   | 30        |
| Роботник создаёт жевательную резинку, которая заставляет бегать также быстро, как Соник. Действие жвачки испытывает на себе Тейлз, после того как случайно наступает на неё. Похожий сюжет позже был использован в серии «Sonic Tonic» мультсериала Sonic Underground. Sonic Says: рассказ о курении. |                                            |                                          |                                                       |           |
| 51 | «Lifestyles of the Sick and Twisted»       | Кевин О’Доннелл                          | 15 ноября 1993 года                                   | 62        |
| Когда Троббин Скритч выбирает Соника в качестве гостя для своей программы, Роботник похищает племянницу ведущего, с целью также присутствовать на шоу. В этой серии Тейлз в качестве оскорбления называет Роботника «Эггманом» (то есть Человеком-Яйцо). До игры Sonic Adventure доктором Эггманом персонажа звали только в Японии, в то время как в Америке он был известен как доктор Роботник. Sonic Says: рассказ о вандализме. |                                            |                                          |                                                       |           |
| 52 | «Road Hog»                                 | Джеффри Скотт                            | 16 ноября 1993 года                                   | 57        |
| В результате того, что Роботник загипнотизировал людей с помощью специальной пыльцы, Соник и Тейлз были приговорены к каторжным работам за превышение скорости. Sonic Says: Соник учить зрителей звать на помощь. |                                            |                                          |                                                       |           |
| 53 | «The Mobius 5000»                          | Джеффри Скотт                            | 17 ноября 1993 года                                   | 55        |
| Соник и Тейлз создают гоночный автомобиль, чтобы принять участие в гонке и спасти детский дом, который хочет закрыть доктор Роботник. Sonic Says: безопасность автомобиля. |                                            |                                          |                                                       |           |
| 54 | «Honey, I Shrunk the Hedgehog»             | Джеффри Скотт                            | 18 ноября 1993 года                                   | 53        |
| Соник, Тейлз и друзья пострадали от уменьшающего луча Роботника. Название этой серии является отсылкой к фильму «Дорогая, я уменьшил детей» (англ. Honey, I Shrunk the Kids). Sonic Says: рассказ о переработке отходов. |                                            |                                          |                                                       |           |
| 55 | «Sonic’s Song»                             | Кевин Донахью и Дональд П. Заппала       | 19 ноября 1993 года                                   | 11        |
| В ответ на популярную песню о Сонике, Роботник создает робота, предназначенного для уничтожения всей музыки Мобиуса. Sonic Says: рассказ о слухе. |                                            |                                          |                                                       |           |
| 56 | «Sno Problem»                              | Сандра Райан                             | 22 ноября 1993 года                                   | 25        |
| Роботник создаёт устройство, способное заморозить каждого жителя Мобиуса, чтобы потом загипнотизировать и заставить их беспрекословно подчиняться доктору. Sonic Says: проверка безопасности на велосипеде. |                                            |                                          |                                                       |           |
| 57 | «Sonic is Running»                         | Даг Молитор                              | 23 ноября 1993 года                                   | 63        |
| Когда Роботник объявляет о своей предвыборной кампании на пост президента Мобиуса, Соник пробует бороться с ним на новом поле битвы: в политике. Sonic Says: рассказ о зубной боли. |                                            |                                          |                                                       |           |
| 58 | «Mad Mike, Da Bear Warrior»                | Даг Бут                                  | 24 ноября 1993 года                                   | 34        |
| С помощью пары медведей Da Bearz, Соник и его друзья хотят положить конец строительству статуи Роботника. Sonic Says: рассказ о медицине. |                                            |                                          |                                                       |           |
| 59 | «Robotnikland»                             | Джеффри Скотт                            | 25 ноября 1993 года                                   | 54        |
| Роботник берет под свой контроль местный парк развлечений на день рождения Соника. Sonic Says: рассказ о кулинарии. |                                            |                                          |                                                       |           |
| 60 | «The Little Merhog»                        | Джеффри Скотт                            | 26 ноября 1993 года                                   | 56        |
| Соник и Тейлз помогают ежихе-русалке по имени Мерна спасти подводный город. Sonic Says: рассказ о спичках. |                                            |                                          |                                                       |           |
| 61 | «Robo-Ninjas»                              | Френсис Мосс                             | 29 ноября 1993 года                                   | 64        |
| Роботник похищает мастера боевых искусств, чтобы превратить Скретча и Граундера в ниндзя, чтобы те могли остановить Соника. Узнав о похищении, Соник и Тейлз собираются освободить сэнсэя. В конце крепость Роботника взрывается по неизвестным причинам. Sonic Says: Соник рассказывает о правилах безопасности уличного движения. |                                            |                                          |                                                       |           |
| 62 | «Fast and Easy»                            | Брюс Шелли и Рид Шелли                   | 30 ноября 1993 года                                   | 61        |
| Хорёк-карманник Лёгкий Эдди украл у Роботника Кольцо с Изумрудом Хаоса, которое доктор собирался использовать для захвата Мобиуса, и теперь Роботник хочет его вернуть. Sonic Says: рассказ о завтраке. |                                            |                                          |                                                       |           |
| 63 | «Tails’ Tale»                              | Брюс Шелли и Рид Шелли                   | 1 декабря 1993 года                                   | 59        |
| Когда Соник таинственно исчезает, Тейлз начинает искать его около пирамид с помощью пилота и фона Шлеммера. Но таинственный затерянный город и шаги, которые может предпринять доктор Роботник могут осложнить поиски. Sonic Says: рассказ о компьютерах. |                                            |                                          |                                                       |           |
| 64 | «The Robots’ Robot»                        | Джесс Боргессон                          | 2 декабря 1993 года                                   | 58        |
| Скретч и Граундер создают робота, который вскоре убегает и в конце заводит дружбу с Соником. Sonic Says: рассказ об огне. |                                            |                                          |                                                       |           |
| 65 | «Hero of the Year»                         | Брюс Шелли и Рид Шелли                   | 3 декабря 1993 года                                   | 60        |
| Уэс Уизли хочет дать Сонику награду «Герой года», но ёж еще не знает, что всё это — ловушка Роботника. Sonic Says: рассказ об алкоголе. |                                            |                                          |                                                       |           |

## Спецвыпуск
| Номер эпизода | Название                | Дата оригинального показа | Код серии |
| --- | ----------------------- | ------------------------- | --------- |
| S01 | «Sonic Christmas Blast» | 24 декабря 1996 года      | S01       |
| Соник и Тейлз посещают Роботополис. Роботник заменяет Санта-Клауса на робота, который требует отдать все рождественские подарки, и взамен он вернёт Санту. Соник, Тейлз и Санта спасают праздник. Из рекламы в № 41 комиксов Sonic the Hedgehog, первоначально серия должна была называться «An X-Tremely Sonic Christmas», как связь с ожидаемой игрой Sonic X-treme для Sega Saturn. После отмены этой игры, название серии было изменено на «Sonic Christmas Blast», что является отсылкой к игре Sonic 3D Blast. |                         |                           |           |